# Pietro Pileo di Prata
Pietro Pileo di Prata, dit le cardinal de Ravenne (né vers 1330 à Concordia Veneta ou à Padoue, en Vénétie, alors dans la république de Venise et mort vers 1400 ou décembre 1401 à Rome) est un cardinal italien du XIVe siècle.

## Biographie
Pileo di Prata est nommé évêque de Trévise en 1358, transféré à Padoue en 1359 et promu archevêque de Ravenne en 1370. Le pape Urbain V le nomme son légat à Bologne et nonce à Bruges. Il décline la nomination comme évêque de Tournai par Grégoire XI.
Pileo di Prata est créé cardinal par le pape Urbain VI lors du consistoire du 18 septembre 1378.

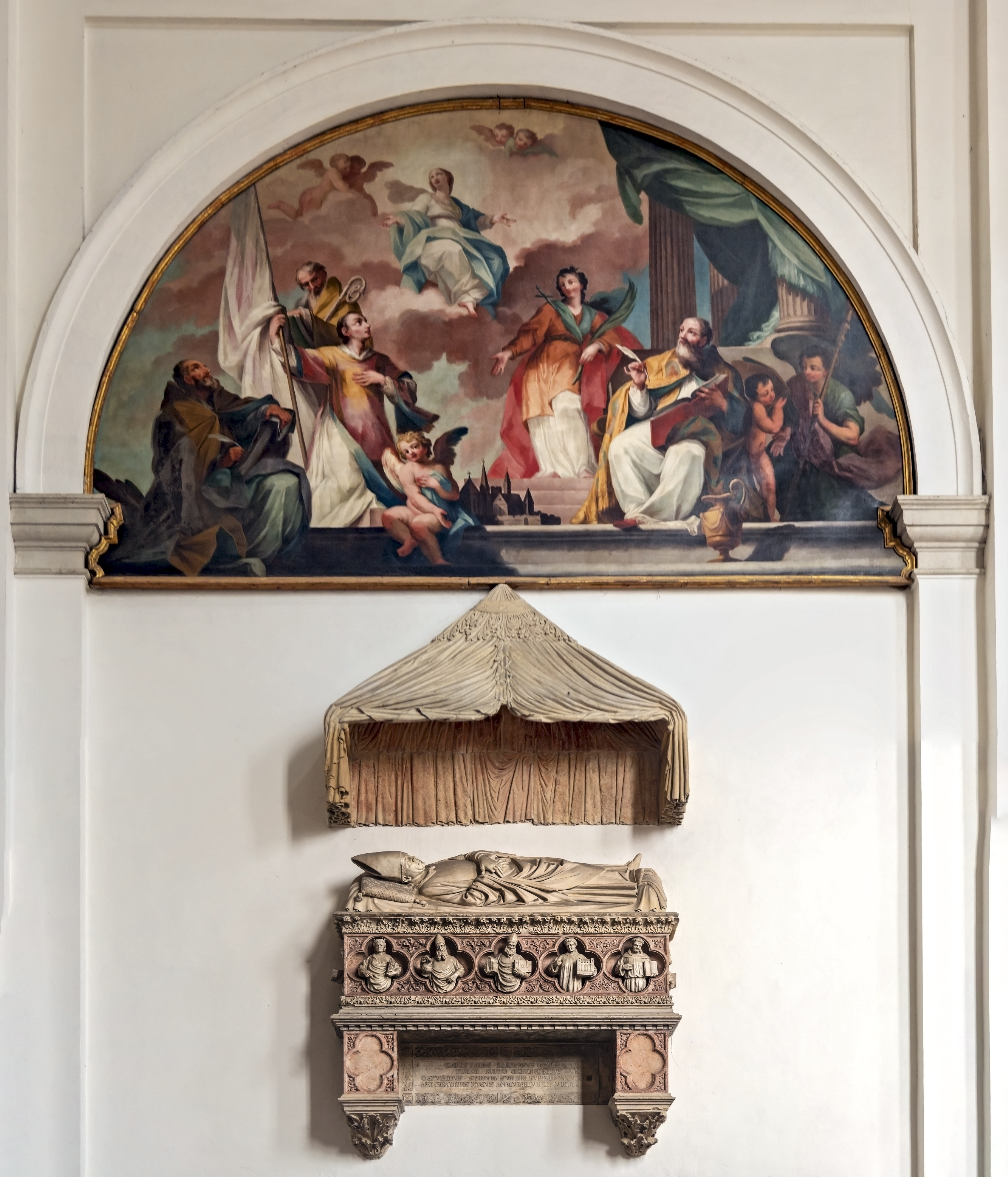
Dôme de Padoue - tombeau du cardinal Pileo da Prata.

Le cardinal Pileo est légat auprès du comte Louis II de Flandre et en Angleterre. Avec 4 autres cardinaux il signe en 1385 la lettre au clergé romain contre les violences du pape Urbain VI. Il est emprisonné par le pape, mais il s'échappe, brûle son chapeau rouge sur la place de Pavie et s'allie avec l'antipape Clément VII. L'antipape le nomme administrateur du diocèse de Viviers. Le pape Urbain VI l'excommunie et le dépose comme cardinal, mais l'antipape le nomme légat dans le nord d'Italie. Pileo rejoint l'obédience de Rome après la mort d'Urbain VI et le nouveau pape, Boniface IX le rétablit. 
En 1392 Pileo est chargé à réorganiser l'université de Pérouse. Il est aussi légat en Ombrie et est le fondateur du Collegio Pratense à Padoue en 1394 et laisse sa fortune à cet institut pour les étudiants de droit canonique.